# Secondo vertice della Comunità politica europea
Il secondo vertice della Comunità politica europea è stato un incontro della Comunità politica europea tenutosi il 1 giugno 2023 al Castello di Mimi, Bulboaca, poco distante da Chișinău, capitale della Moldavia. Vi hanno partecipato quarantacinque capi di Stato e di governo, oltre ai vertici delle principali istituzioni dell'Unione europea.

## Obiettivi
Le principali discussioni in vista del vertice vertevano sulla messa in sicurezza delle principali infrastrutture continentali come oleodotti, cavi e satelliti; inoltre si è discusso dell'intensificazione della lotta contro gli attacchi informatici, della creazione di un fondo di sostegno per l'Ucraina, di elaborare una politica energetica comune e della possibilità di aumentare gli scambi reciproci di studenti tra le università europee.
Nel comunicato ufficiale che ha annunciato la data del vertice, la presidente moldava Maia Sandu ha affermato che le discussioni includeranno "sforzi congiunti per la pace, nel contesto della guerra in Ucraina e delle relative crisi, la difesa della democrazia, il rafforzamento della sicurezza energetica e la resilienza degli Stati europei".
Secondo il sito web del vertice, gli obiettivi principali delle discussioni avrebbero dovuto vertere sugli sforzi congiunti per la pace e la sicurezza; sulla resilienza energetica e le contromisure per il cambiamento climatico; sulle interconnessioni in Europa.

## Preparazione

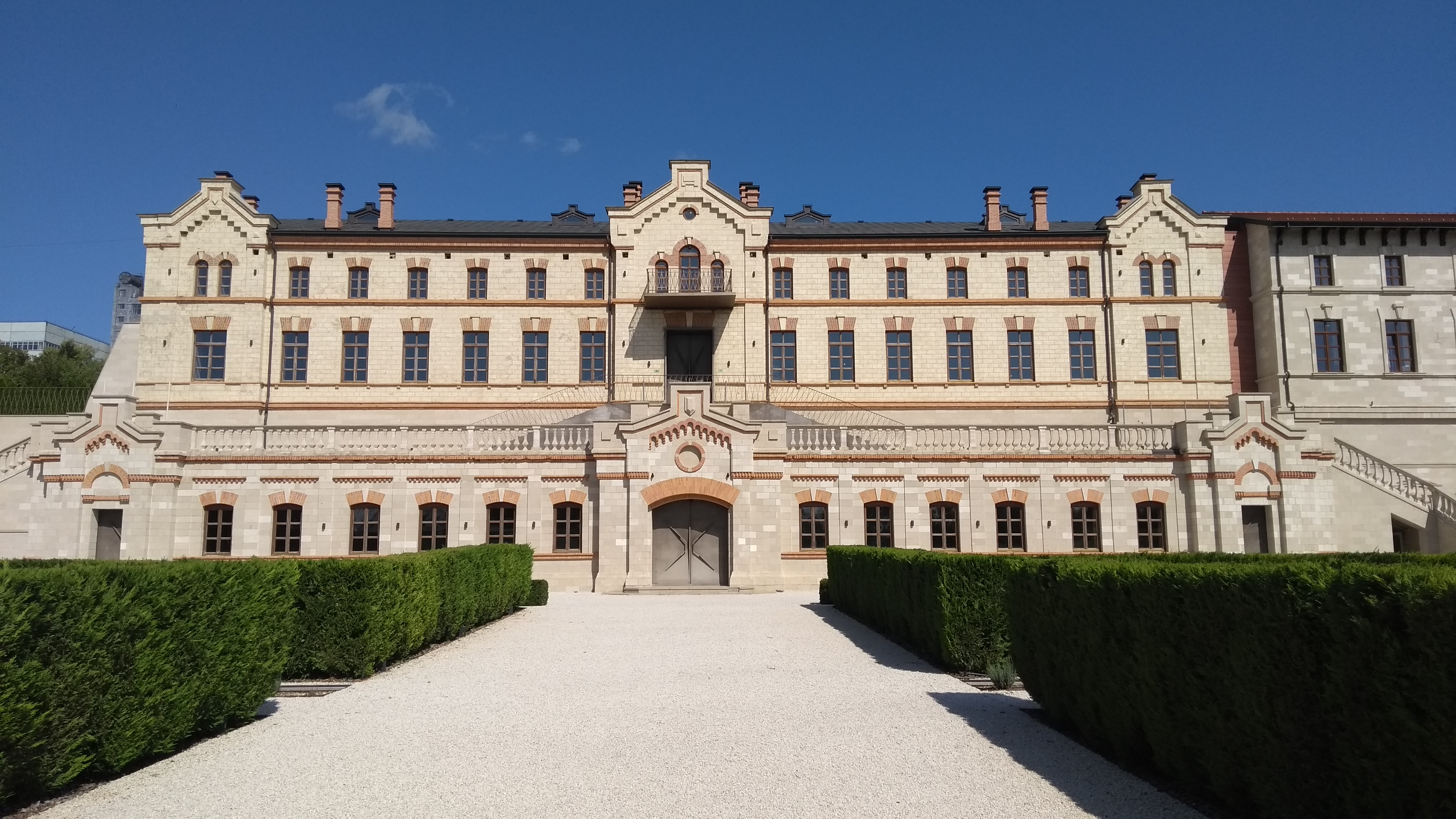
Il Castello di Mimi che ha ospitato il secondo vertice CPE

Il 22 novembre 2022 il ministro degli Esteri moldavo Nicu Popescu ha tenuto a Parigi una sessione di interviste sulla futura configurazione della Comunità politica europea. I preparativi e gli ordini del giorno sono stati ulteriormente discussi in una riunione dei ministri degli Esteri dell'OSCE a Łódź, in Polonia, nel dicembre 2022. Il 12 gennaio 2023 è stato annunciato dalla presidente moldava Maia Sandu che il vertice si sarebbe tenuto il 1º giugno 2023. Il 21 gennaio 2023 è stata confermata l'entrata ufficiale di San Marino nella Comunità e che di conseguenza avrebbe partecipato al vertice. Popescu ha discusso le modalità e i preparativi per il vertice a margine di una riunione del Consiglio Affari esteri dell'UE del 20 febbraio 2023. È stato riferito che a questo vertice avrebbero partecipato anche i capi di governo di Andorra e Monaco. Il 17 marzo 2023, il presidente francese Emmanuel Macron ha parlato con la presidente moldava Maia Sandu e l'ha rassicurata del fatto che di fronte alla "guerra ibrida" della Russia contro il suo paese la Francia avrebbe fornito tutto il supporto necessario per facilitare l'organizzazione del vertice. Un sito web ufficiale, un account Twitter e un account Facebook per il vertice sono stati lanciati il 27 aprile 2023. Un'ultima riunione preparatoria si è svolta presso la sede del Consiglio europeo a Bruxelles il 26 maggio 2023.

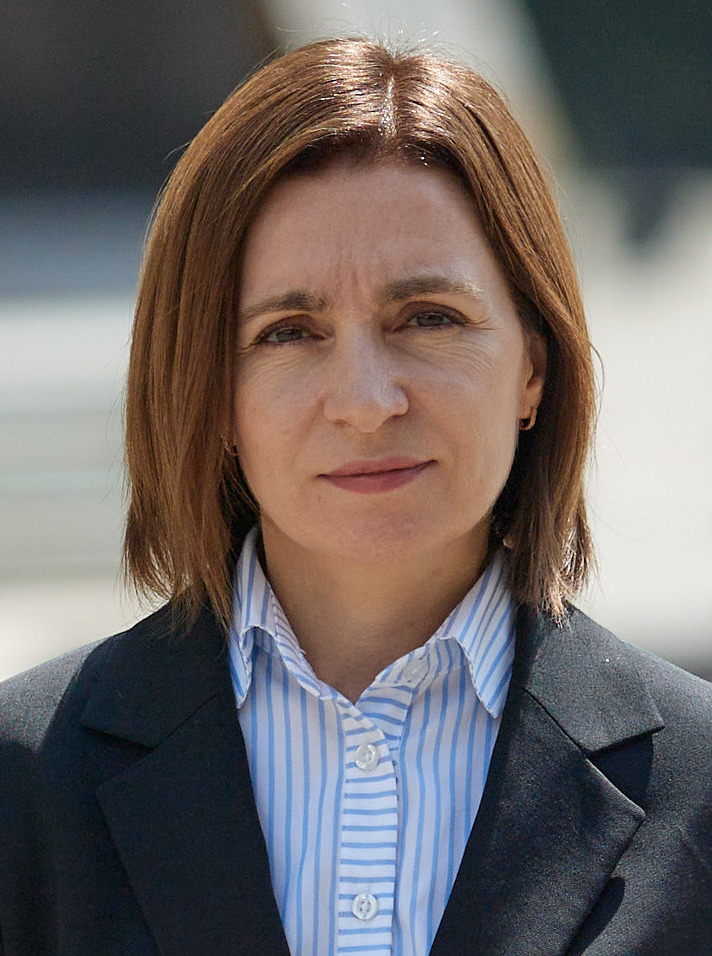
La presidentee moldava Maia Sandu ha presieduto la sessione plenaria del vertice

Il vertice si è svolto il 1º giugno 2023 ed è stato strutturato come segue (EET):
- 10:00 – Accoglienza;[16]
- 12:00 – Sessione plenaria con intervento di apertura della presidente Maia Sandu[17] seguita dagli interventi di Volodymyr Zelens'kyj, Giorgia Meloni, Klaus Iohannis e Mark Rutte;[18][19]
- 12:30 – Foto di famiglia;
- 12:45 – Tavola rotonda sugli sforzi congiunti per la pace e la sicurezza; resilienza energetica e contromisure per il cambiamento climatico; interconnessione in Europa;
- 13:45 – Pranzo di lavoro seguito da incontri bilaterali tra stati membri;
- 15:30 - Vertice Armenia-Azerbaigian;[20]
- 17:00 – Conferenza stampa dei leader del Trio ospitante; Maia Sandu, Pedro Sánchez e Petr Fiala[21] seguiti da briefing con la stampa nazionale di Volodymyr Zelens'kyj, Emmanuel Macron,[22] Olaf Scholz e Vjosa Osmani.

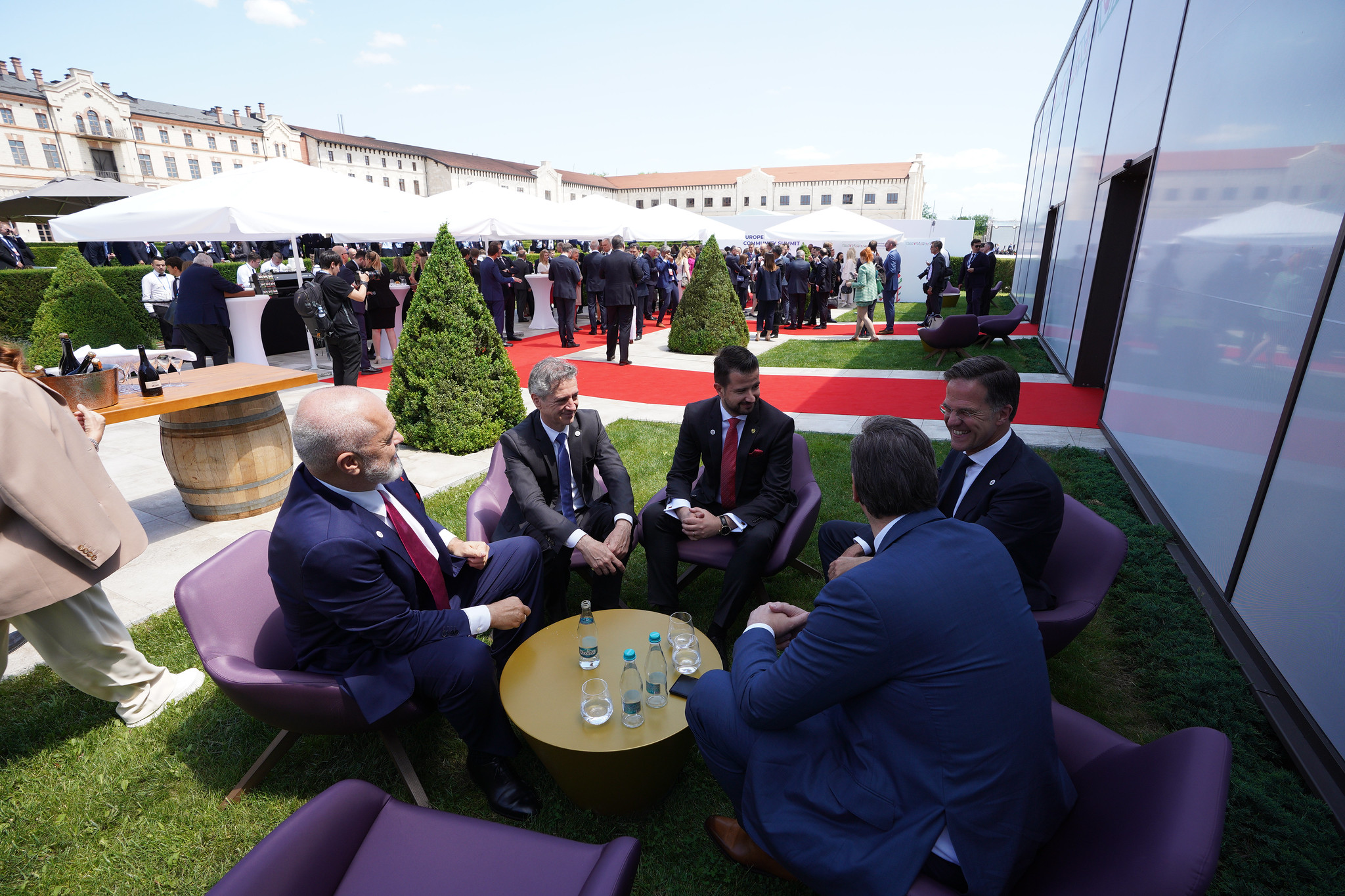
Riunione informale al 2° Vertice della Comunità politica europea

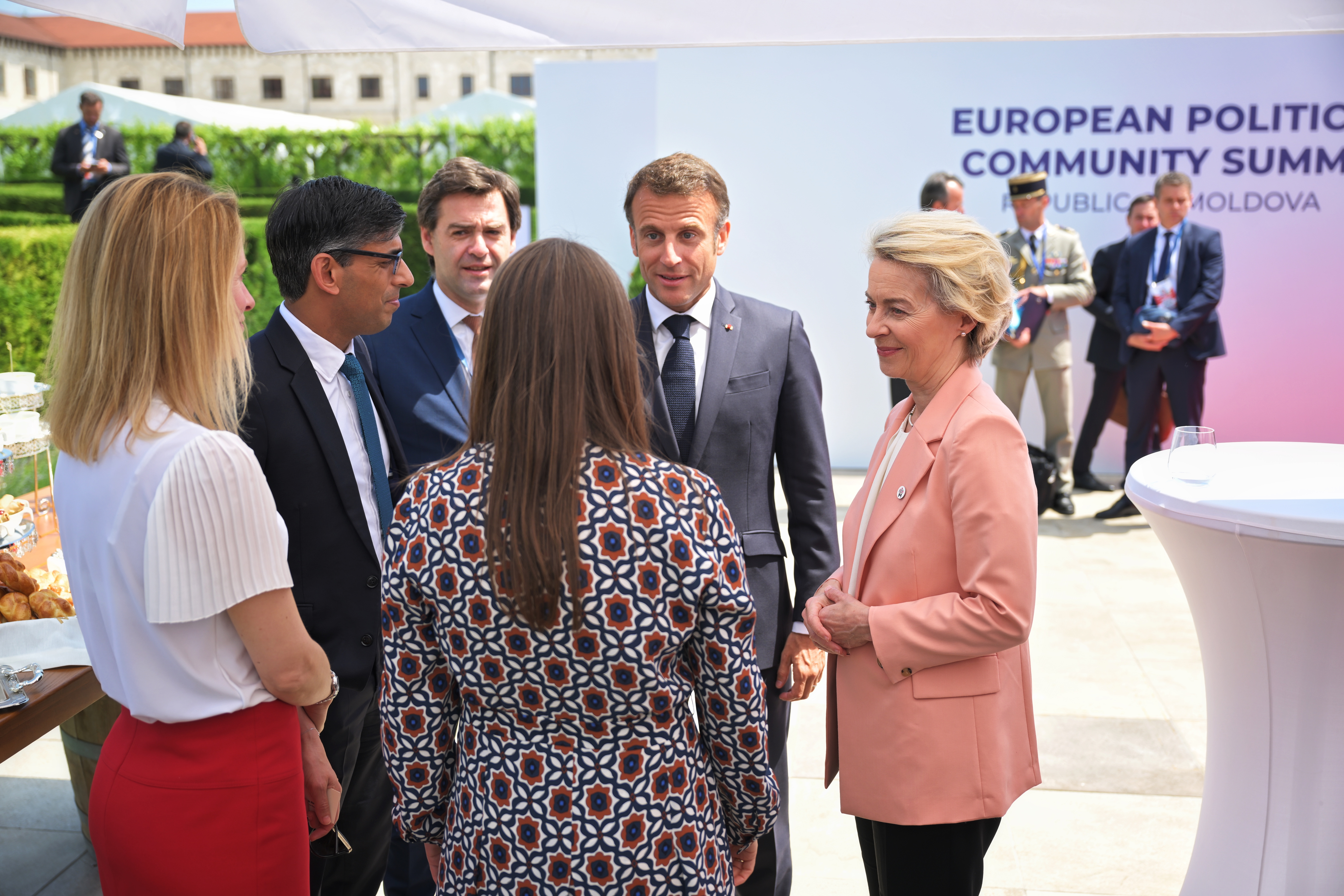
Discussioni informali al 2° vertice della Comunità politica europea

Al vertice hanno partecipato i capi di Stato o di governo degli Stati aderenti insieme al Presidente del Consiglio europeo, alla Presidente della Commissione europea ed alla Presidente del Parlamento europeo. Sono stati invitati a partecipare quarantasette capi di stato o di governo. Alla vigilia è stato annunciato che il presidente turco Erdoğan non sarebbe stato presente all'evento. Il segretario di Stato per gli affari esteri e politici di San Marino, Luca Beccari, non ha potuto presenziare perché in visita a Cuba.
Al vertice hanno partecipato i seguenti capi di Stato o di governo:
|  | Membro extra-UE |

| Membri                          | Membri                | Rappresentanti                                                    | Carica | Partito europeo |
| ------------------------------- | --------------------- | ----------------------------------------------------------------- | --- | --------------- |
| Albania (bandiera)              | Albania               | Edi Rama                                                          | Primo Ministro | PSE             |
| Andorra (bandiera)              | Andorra               | Xavier Espot Zamora                                               | Primo Ministro | nessuno         |
| Armenia (bandiera)              | Armenia               | Nikol Pashinyan                                                   | Primo Ministro | nessuno         |
| Austria (bandiera)              | Austria               | Karl Nehammer                                                     | Cancelliere | PPE             |
| Azerbaigian (bandiera)          | Azerbaijan            | Ilham Aliyev                                                      | Presidente | nessuno         |
| Belgio (bandiera)               | Belgio                | Alexander De Croo                                                 | Primo Ministro | ALDE            |
| Bosnia ed Erzegovina (bandiera) | Bosnia ed Herzegovina | Željka Cvijanović                                                 | Presidente | nessuno         |
| Bulgaria (bandiera)             | Bulgaria              | Rumen Radev                                                       | Presidente | nessuno         |
| Croazia (bandiera)              | Croazia               | Andrej Plenković                                                  | Primo Ministro | PPE             |
| Cipro (bandiera)                | Cipro                 | Nikos Christodoulides                                             | Presidente | nessuno         |
| Rep. Ceca (bandiera)            | Repubblica Ceca       | Petr Fiala                                                        | Primo Ministro | ECR             |
| Danimarca (bandiera)            | Danimarca             | Mette Frederiksen                                                 | Primo Ministro | PSE             |
| Estonia (bandiera)              | Estonia               | Kaja Kallas                                                       | Primo Ministro | ALDE            |
| Finlandia (bandiera)            | Finlandia             | Sanna Marin                                                       | Primo Ministro | PSE             |
| Francia (bandiera)              | Francia               | Emmanuel Macron                                                   | Presidente | nessuno         |
| Georgia (bandiera)              | Georgia               | Irak'li Gharibashvili                                             | Primo Ministro | PSE             |
| Germania (bandiera)             | Germania              | Olaf Scholz                                                       | Cancelliere | PSE             |
| Grecia (bandiera)               | Grecia                | Katerina Sakellaropoulou                                          | Presidente | nessuno         |
| Ungheria (bandiera)             | Ungaria               | Viktor Orbán                                                      | Primo Ministro | nessuno         |
| Islanda (bandiera)              | Islanda               | Katrín Jakobsdóttir                                               | Primo Ministro | nessuno         |
| Irlanda (bandiera)              | Irlanda               | Leo Varadkar                                                      | Taoiseach | PPE             |
| Italia (bandiera)               | Italia                | Giorgia Meloni                                                    | Presidente del Consiglio | ECR             |
| Kosovo (bandiera)               | Kosovo                | Vjosa Osmani                                                      | Presidente | nessuno         |
| Lettonia (bandiera)             | Lettonia              | Krišjānis Kariņš                                                  | Primo Ministro | PPE             |
| Liechtenstein (bandiera)        | Liechtenstein         | Daniel Risch                                                      | Primo Ministro | nessuno         |
| Lituania (bandiera)             | Lituania              | Gitanas Nausėda                                                   | Presidente | nessuno         |
| Lussemburgo (bandiera)          | Lussemburgo           | Xavier Bettel                                                     | Primo Ministro | ALDE            |
| Malta (bandiera)                | Malta                 | Robert Abela                                                      | Primo Ministro | PSE             |
| Moldavia (bandiera)             | Moldavia              | Maia Sandu                                                        | Presidente | PPE             |
| Monaco (bandiera)               | Monaco                | Pierre Dartout                                                    | Ministro di Stato | nessuno         |
| Montenegro (bandiera)           | Montenegro            | Jakov Milatović                                                   | Presidente | nessuno         |
| Paesi Bassi (bandiera)          | Paesi Bassi           | Mark Rutte                                                        | Primo Ministro | ALDE            |
| Macedonia del Nord (bandiera)   | Macedonia del Nord    | Dimitar Kovačevski                                                | Primo Ministro | PSE             |
| Norvegia (bandiera)             | Norvegia              | Jonas Gahr Støre                                                  | Primo Ministro | PSE             |
| Polonia (bandiera)              | Polonia               | Mateusz Morawiecki                                                | Primo Ministro | ECR             |
| Portogallo (bandiera)           | Portogallo            | António Costa                                                     | Primo Ministro | PSE             |
| Romania (bandiera)              | Romania               | Klaus Iohannis                                                    | Presidente | PPE             |
| San Marino (bandiera)           | San Marino            | N/A                                                               | N/A | N/A             |
| Serbia (bandiera)               | Serbia                | Aleksandar Vučić                                                  | Presidente | PPE             |
| Slovacchia (bandiera)           | Slovacchia            | Ľudovít Ódor                                                      | Primo Ministro | PPE             |
| Slovenia (bandiera)             | Slovenia              | Robert Golob                                                      | Primo Ministro | ALDE            |
| Spagna (bandiera)               | Spagna                | Pedro Sánchez                                                     | Primo Ministro | PSE             |
| Svezia (bandiera)               | Svezia                | Ulf Kristersson                                                   | Primo Ministro | PPE             |
| Svizzera (bandiera)             | Svizzera              | Alain Berset                                                      | Presidente | PSE             |
| Turchia (bandiera)              | Turchia               | N/A                                                               | N/A | N/A             |
| Ucraina (bandiera)              | Ucraina               | Volodymyr Zelens'kyj                                              | Presidente | ALDE            |
| Regno Unito (bandiera)          | Regno Unito           | Rishi Sunak                                                       | Primo Ministro | nessuno         |
| Europa (bandiera)               | Unione europea        | Charles Michel Ursula von der Leyen Roberta Metsola Josep Borrell | Presidente del Consiglio europeo Presidente della Commissione europea Presidente del Parlamento europeo Alto rappresentante dell'Unione per gli affari esteri e la politica di sicurezza | ALDE PPE PSE    |

## Risultati

### Sicurezza della Moldavia
Il 24 aprile 2023 l'Unione europea ha deciso di disporre una missione civile della politica di sicurezza e di difesa comune (PSDC) in Moldavia per aiutare il paese a sostenere le minacce ibride da affrontare in seguito all'invasione russa dell'Ucraina. La missione è stata formalmente lanciata durante il vertice.
La presidente moldava Maia Sandu ha affermato che ospitare il vertice nel Paese contribuirà a garantirne la sicurezza, inviando allo stesso tempo verso l'esterno un chiaro messaggio sul fatto che "la Moldavia ha numerosi e potenti amici, che ci sostengono nel nostro desiderio di mantenere la pace e la stabilità" e che "in questi tempi difficili, in cui la Russia continua a condurre una guerra disumana contro l'Ucraina, il supporto diplomatico fornito da questo evento è inestimabile".
Il vertice è coinciso con un contributo di 87 milioni di euro in aiuti logistici da parte del Fondo europeo per la pace. L'attrezzatura fornita comprende droni, laptop, attrezzature per l'eliminazione di ordigni esplosivi, macchine ad ultrasuoni, protezioni personali e kit chirurgici.

### Sicurezza dell'Ucraina
Il presidente ucraino Volodymyr Zelens'kyj ha partecipato di persona al vertice, dopo aver parlato all'incontro precedente tramite collegamento video. Egli ha usato il suo discorso durante la sessione plenaria principale per chiedere più aiuti ed armi, aggiungendo che il suo paese è pronto ad aderire all'Unione europea ed alla NATO il più rapidamente possibile. Ha anche chiesto garanzie di sicurezza per l'Ucraina e la Moldavia, proposte che sono state sostenute da Francia e Germania. Il presidente lituano Gitanas Nauseda, che ospiterà il prossimo vertice della NATO nel luglio 2023, ha esortato l'alleanza ad adottare un chiaro processo per l'adesione dell'Ucraina.

### Relazioni Kosovo-Moldavia
La Moldavia, stato ospitante dell'incontro, è uno dei 92 paesi appartenenti all'ONU a non riconoscere l'indipendenza del Kosovo: in passato ha impedito l'entrata nel paese ai possessori di passaporti kosovari, il che avrebbe potuto portare a problemi con i delegati del Kosovo presenti al vertice. Tuttavia, in vista dell'incontro, in parlamento è stata avanzata una proposta di legge che riconoscerebbe i passaporti kosovari come documenti di viaggio validi per entrare in Moldavia.

### Relazioni Armenia-Azerbaigian
Al vertice si è tenuto un incontro tra il primo ministro armeno Nikol Pashinyan, il presidente azero Ilham Aliyev, Emmanuel Macron, Olaf Scholz e Charles Michel sulla base dei progressi compiuti nei negoziati avvenuti a Praga nell'ottobre 2022, che aveva portato al dispiegamento di una missione comunitaria per il monitoraggio del confine tra i due paesi. In seguito vi furono altre cinque riunioni a Bruxelles ed una nel maggio del 2023 a Washington. I leader di entrambi i paesi si sarebbero poi nuovamente incontrati a Mosca il 25 maggio 2023. Al vertice, le discussioni si sono incentrate sullo sblocco dei trasporti regionali, delle infrastrutture economiche, della sicurezza delle frontiere, dei diritti e della sicurezza della popolazione del Nagorno-Karabakh, dei prigionieri di guerra e delle persone scomparse. Entrambi hanno poi deciso di incontrarsi nuovamente il 21 luglio a Bruxelles.

### Relazioni Kosovo-Serbia
Il presidente francese Emmanuel Macron ha annunciato che giovedì 1 giugno terrà incontri separati con il cancelliere della Germania Olaf Scholz, la presidente del Kosovo Vjosa Osmani, ed il presidente della Serbia, Aleksandar Vučić. Macron e Scholz hanno anche organizzato un faccia a faccia tra Vučić e Osmani ai margini del vertice. Questi incontri sono stati convocati in risposta alle tensioni nella regione settentrionale del Kosovo. La crisi ha raggiunto il suo apice lunedì 29 maggio, quando le truppe di mantenimento della pace della KFOR sono state attaccate da un gruppo di manifestanti violenti, che il governo del Kosovo definisce "bande criminali serbe". Dopo il vertice, Macron e Scholz hanno suggerito che si potrebbero tenere nuove elezioni in quattro comuni a maggioranza serba nel nord del Kosovo per risolvere la crisi. Nella sua conferenza stampa post-vertice, Osmani ha affermato che la legge sull'autogoverno municipale in Kosovo consente di tenere un'elezione revocatoria in un comune se il 20% degli elettori registrati firma una petizione che ne richiede uno. Vučić ha affermato che i serbi etnici nel nord del Kosovo volevano vedere il ritiro delle unità speciali della polizia del Kosovo dall'area e non volevano essere governati da "sindaci illegali". Macron ha affermato di aver chiesto a entrambe le parti di tornare la prossima settimana con "risposte chiare".

### Migrazione nel Regno Unito
Durante il vertice, il primo ministro britannico Rishi Sunak ha dichiarato che si assicurerà che "la lotta alla migrazione sia saldamente nell'agenda internazionale"; ha inoltre aggiunto che "prenderà l'iniziativa" sulla questione e ha promesso di "fermare le barche". Alcuni media britannici hanno riferito che Sunak stava incontrando i "leader dell'UE" ad un "vertice sull'asilo" quando in realtà l'immigrazione e l'asilo non erano all'ordine del giorno.